# 12 septembre dans les chemins de fer
12 août 12 octobre
Chronologies thématiques
- Croisades
- Sports
- Disney

Cette page concerne les événements qui se sont déroulés un 12 septembre dans les chemins de fer.

## Événements

### XIXesiècle
- 1854. Australie, Victoria : inauguration de la ligne Melbourne-Sandridge (aujourd'hui Port-Melbourne). Première ligne de chemin de fer en Australie
- 1872. Belgique : constitution à Liège de la Compagnie internationale des wagons-lits.

### XXIesiècle
- 2022. France Métro de Paris mise en service des premières navettes automatiques sur la ligne 4 du métro de Paris.